# Кодо (мистецтво)
Кодо (яп. 香 道 «шлях аромату») — мистецтво складання пахощів. Поряд з тядо (яп. 茶道 «шлях чаю») і кадо (яп. 華 道 «шлях квітки») є одним з так званих трьох головних мистецтв Японії яп. 日本 三 芸 道.

## Опис
У VI столітті в зв'язку з проникненням в Японію з інших азійських регіонів різних релігійних течій, набули поширення і різноманітні ароматичні рослини. З урахуванням регіону вирощування вони отримали таку класифікацію: кяра (Індія), манака (Малакка, Малайзія), ракоку (суч. Таїланд, М'янма), суматора (Суматра), манабан і сасора (Південно-Східна Азія), кожен відрізняється своїм певним ароматом. Разом з додатковими п'ятьма смаками (солодкий кан, кислий сан, гострий сін, пересолений кан і гіркий ку) вони становлять т. зв. ріккоку-гомі (яп. 六 国 五味 «шість країн — п'ять смаків»).
З часом популярність кодо росла. В період Камакура виникли токо — змагання з відгадування ароматів. Учасники дійства, заздалегідь підготувавши свої пахощі, обмінювалися ними і після запалювання крім оцінки ароматичних якостей повинні були підібрати їм найбільш підходящі назви, пов'язані з віршами жанру вака, переказами, давньою літературою. В період Токугава були написані основні літературні пам'ятки, що висвітлювали теоретичні знання, що стосувалися кодо — «Сад орхідей мистецтва кодо» (1737) і «Сливи скромного житла мистецтва кодо» (1748 рік) .
В даний час існують спеціалізовані школи мистецтва кодо. Найбільшими з них є Оіе-рю і Сіно-рю .

## Пахощі за способом використання
За способом використання виділяються сім видів пахощів :
1. Сенко  (ароматичні палички). Є найпоширенішим видом пахощів. Підрозділяються на ніой-сенко (палички, використовувані для естетичних цілей) і сугі-сенко (палички, використовувані при поминання померлих).
2. Неріко  (змішані пахощі). Різноманітні ароматичні компоненти, змішані з медом і вугіллям, скочуються в кульки і закладаються в гарячий попіл.
3. Кобоку  (ароматична деревина). Невеликі дерев'яні пластинки, виділяють аромат при нагріванні.
4. Дзуко  (парфуми-пахощі). Виготовляються з різних видів ароматичної деревини пудра, що наноситься на шкіру.
5. Інко  (ароматичні печатки). Висушені спресовані ароматичні компоненти, що розігріваються в гарячому попелі.
6. Макко  (ароматична крихта). Дрібна крихта з ароматичної деревини кобоку.
7. Ніоі-букуро  (ароматичний мішечок). Матерчаті мішечки з ароматичними компонентами всередині.

## Найпопулярніші пахощі
У середньовіччя і зараз найпопулярнішими речовинами, використовуваними в кодо, є: серед продуктів рослинного походження — бодян, бензойна смола, борнеол, гвоздика, камфора, кориця, ладан, мирра, нард, пажитник і сандал, серед продуктів тваринного походження — кайко (порошок з раковин молюсків) і мускус .